# 燈塔灣
燈塔灣（英語：Lighthouse Bay）是南極洲的海灣，位於南喬治亞群島，處於克魯角和阿布拉罕森角之間的庫克灣北部，在1929年由英國的研究隊繪入地圖，由英國海外領土管轄。